# Grotte de Jahn
La grotte de Jahn (en allemand : Jahnhöhle) se trouve dans les Klausbergen (litt. « montagnes de l'ermitage ») au nord de la ville de Halle-sur-Saale, dans le quartier de Giebichenstein, au bord de la Saale. Elle s'est formée par l'action conjuguée de l'érosion et des eaux d'infiltration le long de failles  dans le porphyre.
La grotte doit son nom à Friedrich Ludwig Jahn, qui sera plus tard appelé « Père de la gymnastique » (en allemand : Turnvater Jahn). Jahn s'est en effet caché ici pendant plusieurs jours lors de ses études à Halle (1796-1800). C'est ici qu'il a rédigé un de ses premiers écrits : Sur l'avancement du patriotisme dans l'empire prussien. Après la défaite prussienne à la bataille d'Iéna et d'Auerstedt Jahn comptait parmi les défenseurs de Halle. Qu'il se soit ensuite caché des troupes françaises dans la grotte est une légende et n'est pas confirmé.
La grotte est aujourd'hui plus petite qu' à l'époque de Jahn, car une partie a été détruite lors de l'élargissement de la Saale. Un escalier de pierre mène à la grotte depuis le sentier, à mi-hauteur entre les Klausbergen et les berges de la Saale. En 1878, une plaque commémorative à l'effigie de Jahn a été fixée au-dessus de la grotte. En haut au centre y figure le logo de la société de Jahn: une croix formée de quatre F pour « frisch, fromm, fröhlich, frei » (de), l'ancienne devise des gymnastes allemands qui se traduit littéralement  par « frais, pieux, joyeux, libre », mais qui a été adaptée en « franc, frais, fier, fort » pour conserver les quatre F.

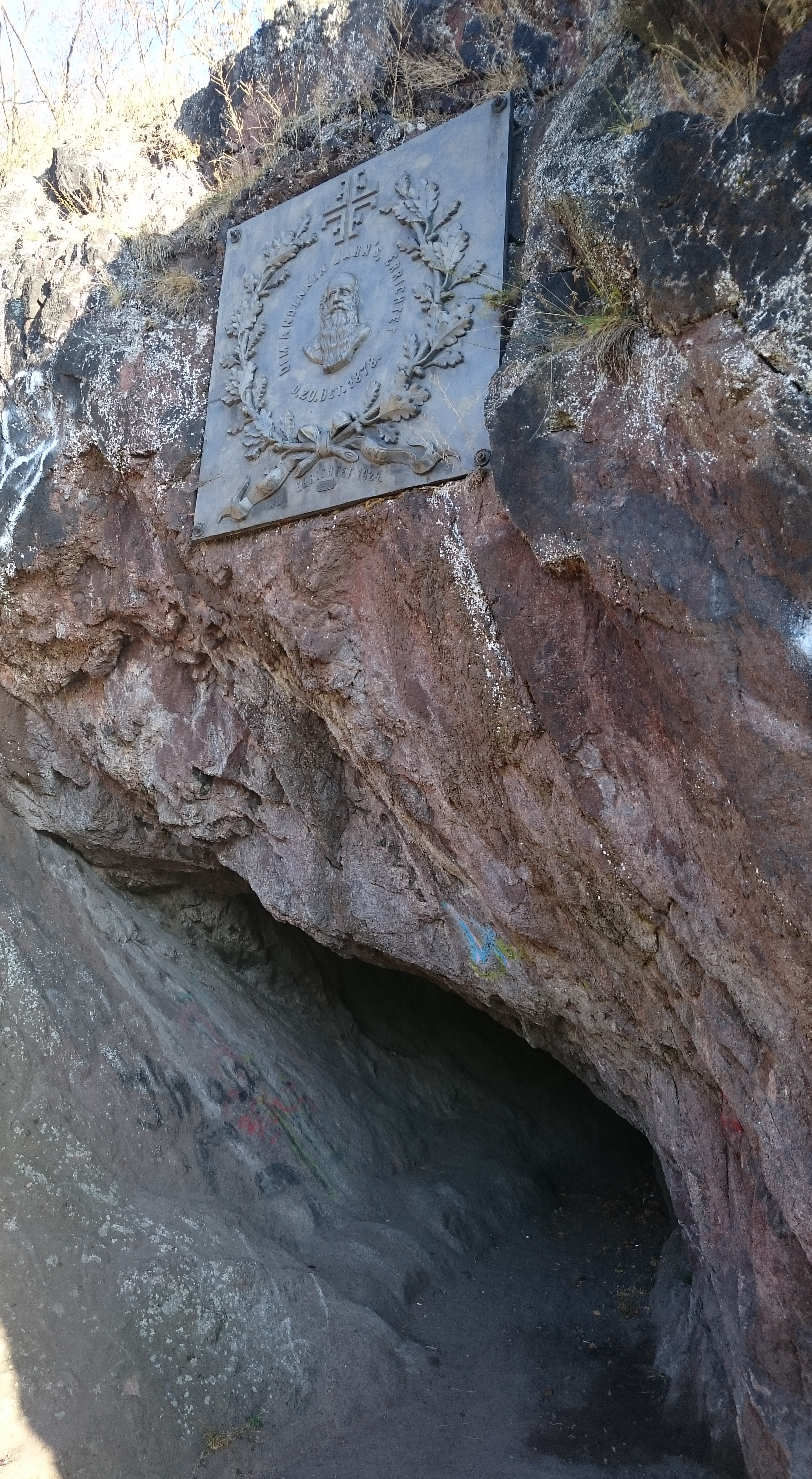
Entrée de la grotte de Jahn.
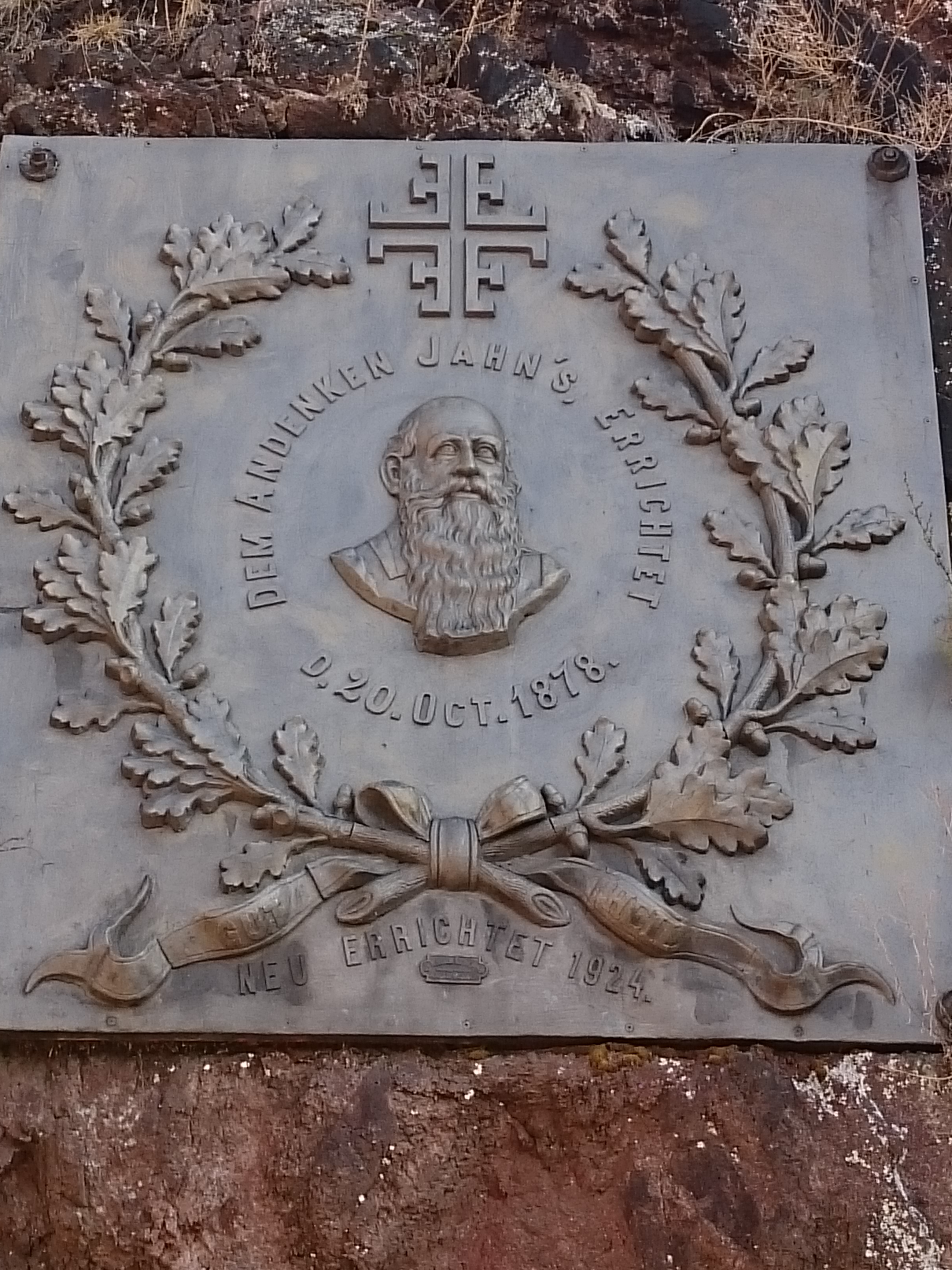
Détail de la plaque commémorative.
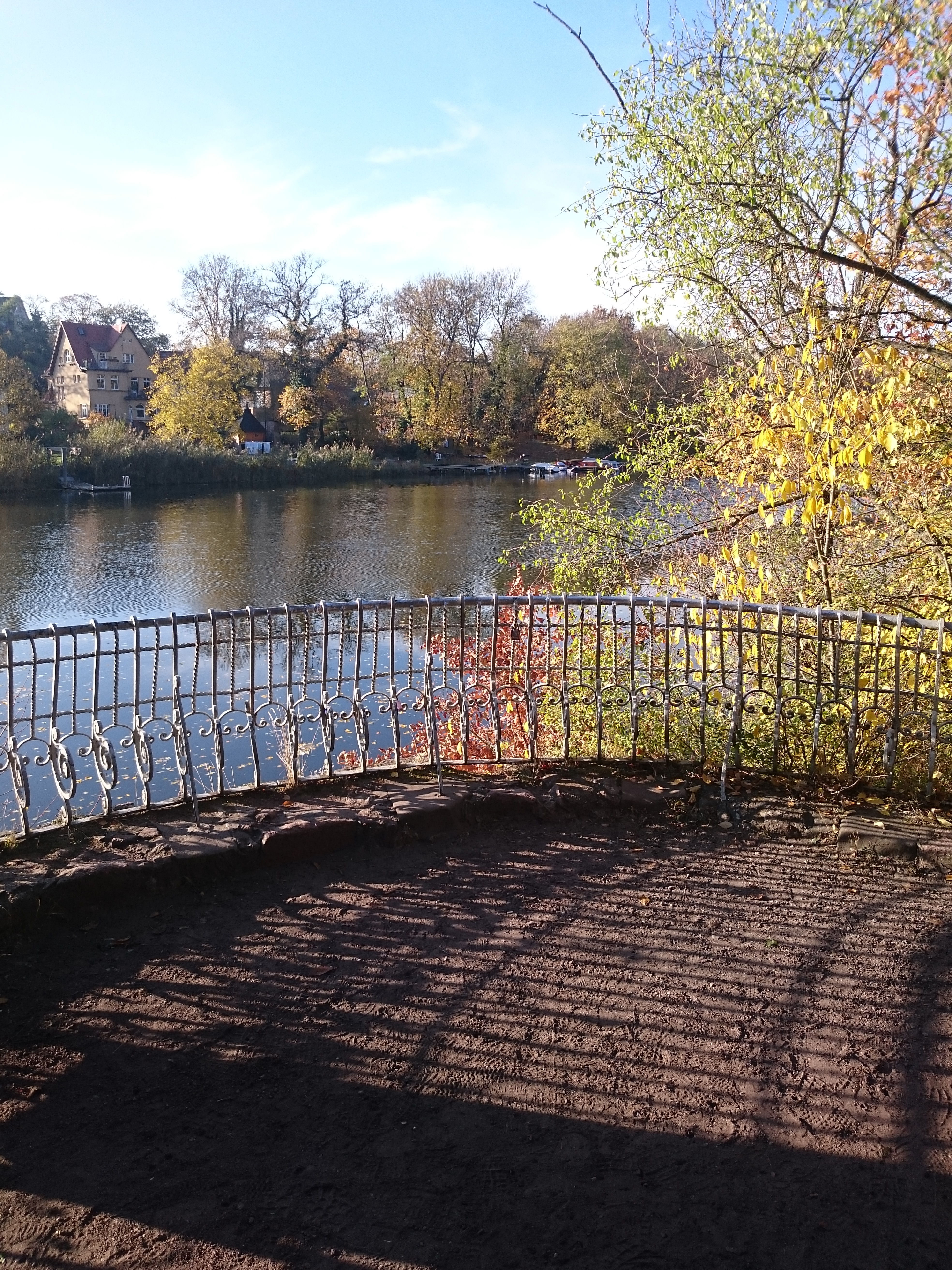
La Saale depuis la grotte.

## Sources
(de) Michael Pantenius, Stadtführer Halle, Bindlach, Gondrom Verlag, 1995 (ISBN 3-8112-0816-0)